# كوري بوتير
كوري بوتير (بالإنجليزية: Corey Potter)‏ هو لاعب هوكي الجليد أمريكي، ولد في 5 يناير 1984 في لانسنغ في الولايات المتحدة.

## وصلات خارجية
- كوري بوتير على موقع دوري الهوكي الوطني (الإنجليزية)
- كوري بوتير على موقع EliteProspects.com (الإنجليزية)
- كوري بوتير على موقع Eurohockey.com (الإنجليزية)
- كوري بوتير على موقع HockeyDB.com (الإنجليزية)
- كوري بوتير على موقع Hockey-Reference.com (الإنجليزية)